# Hatton Castle (Angus)

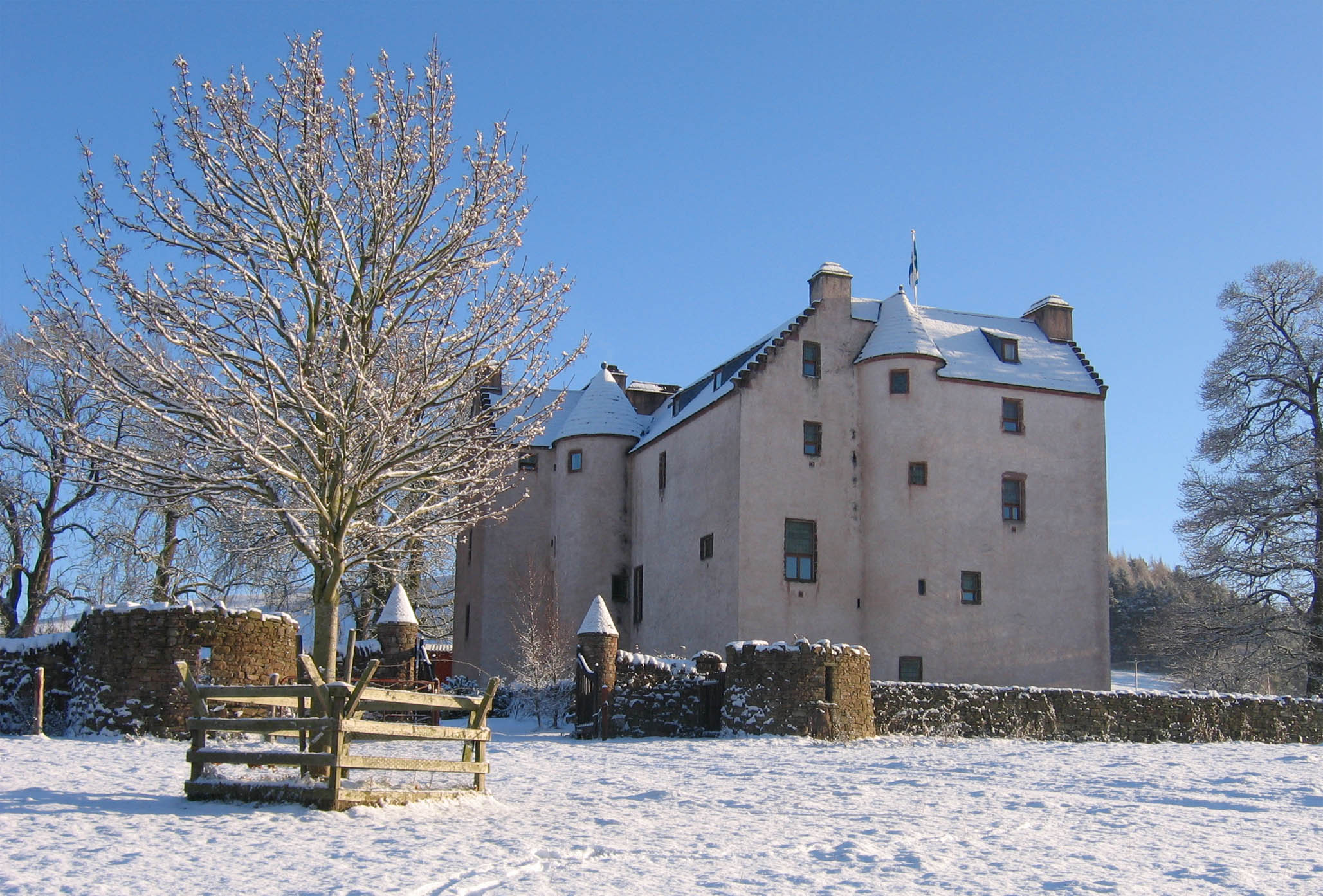
Hatton Castle im Dezember 2008

Hatton Castle ist ein Schloss am unteren Teil des Hatton Hill, des östlichsten der Sidlaw Hills, südlich des Dorfes Newtyle in der schottischen Council Area Angus. Vom Schloss aus kann man den bewaldeten Den of Newtyle; der Blick geht über das Tal Strathmore bis zum Ben Lawers und zum Schiehallion sowie den Hügeln von Angus und Glenshee. Das Schloss aus dem 16. Jahrhundert wurde im Stile eines typischen, schottischen Wohnturms mit Z-förmigem Grundriss als befestigtes Landhaus oder Schloss errichtet. Er gab früher eine Burg namens Balcraig Castle etwa 800 Meter vom heutigen Gebäude entfernt ebenfalls am Hatton Hill.
Das Bauwerk ist als Denkmal der Kategorie B klassifiziert.

## Namensherkunft
Der Name „Hatton“ wurde vom nahegelegenen Bauernhof übernommen. „Hatton“ ist eine Zusammenziehung von „Hall-Toun“, was im Schottisch-Gälischen „Bauernhof nahe dem (Land)haus“ bedeutet. So musste also das Landhaus oder Schloss zuerst dagewesen sein und der Name „Hatton“ bezieht sich eigentlich auf den nahegelegenen Bauernhof, der heute Hatton Farm genannt wird. Hatton Castle hieß vermutlich ursprünglich „Newtyle Castle“ nach dem Anwesen. Im Schottischen bedeutete das Wort „Tyle“ Dachziegel oder Dachplatte. Am Tay bei Dundee gibt es Mauerziegel- und Dachziegelfabriken, aber der Name „Newtyle“ bezieht sich vermutlich auf den dort abgebauten Sandstein, der in großem Umfang zum Bau von Häusern und Wällen und zum Eindecken von Dächern genutzt wird. Auch diente er der Herstellung von piktischen Symbolsteinen, wie sie im Meigle Sculptured Stone Museum gezeigt werden. Der Name „New“tyle zeigt eher an, dass auch schon früher einen weiteren Platz („Oldtyle“) gegeben haben muss, an dem noch früher Sandstein abgebaut wurde.

## Geschichte
Die Frühgeschichte der Gegend zeigt, das dort Pikten lebten. zum Beispiel zeigt der Fund des Cross-Slab von Eassie in der Nähe, dass geschickte piktische Steinmetze um das Jahr 600 n. Chr. das Christentum einführten.
1317 verlehnte König Robert the Bruce die Ländereien an Sir William Oliphant, den 8. Clanchef. Die Tochter von Robert the Bruce, Elizabeth, heiratete Sir William Oliphants Sohn, Sir Walter Olifard, der das Anwesen in Newtyle erbte. Das Schloss wurde 1575 im Auftrag von Lawrence, dem 4. Lord Oliphant (1527–1593), errichtet. Ungewöhnlich an Hatton Castle ist, dass dort bereits im ursprünglichen Tower House ein rechteckiges Treppenhaus mit geraden Treppen eingebaut wurde. Solch ein Detail wurde normalerweise nur in größere Häuser integriert. Der 4. Lord Oliphant ließ auch ein weiteres seiner vielen Schlösser, Kellie Castle in Fife, das viel Ähnlichkeit mit Hatton Castle zeigt, ausbauen.
Nach den Oliphants lebten viele andere Leute in Hatton Castle, zum Beispiel mindestens ein Bischof. Marian McNeill berichtet, dass die alte schottische Sitte der „verpflichtenden Gastfreundschaft“ auch in Hatton Castle gepflegt wurde: „Die Lords Oliphant hatten eine Kanone auf die Straße bei ihrem alten Schloss gerichtet, um die Krieger zu zwingen, hereinzukommen und festlich bewirtet zu werden.“ Auch heute noch gibt es dort eine Kanone. Hatton Castle war eher das Zuhause der Masters of Oliphant als ihrer Väter, die hauptsächlich auf Aberdalgie Castle und Dupplin Castle residierten.
Hatton Castle wurde um 1720, nach dem Jakobitenaufstand von 1715, seines Daches beraubt und durch das im italienischen Stil gehaltene Belmont Castle in Meigle ersetzt, in dem heute die Church of Scotland residiert. Hatton Castle wurde langsam von Efeu überwuchert und Tauben und Dohlen wohnten dort, bis es vom Kinpurnie Estate zum Wiederaufbau verkauft wurde. Dies wurde gemeinsam von den Brüdern Roderick und Richard Oliphant of Oliphant mit Hilfe von Historic Scotland bewerkstelligt. Der Charme des Schlosses blieb, wie er 1575 war, mit handgefertigtem Glas aus Edinburgh in Blei gerahmt. Eine Fußbodenheizung wurde eingebaut, damit keine Heizkörper zu sehen sind. Außen wurde das Schloss mit der traditionellen, zartrosa Leimfarbe angestrichen.
Auch findet sich im Schloss noch der befestigte Raum, der früher als Bank für die Wertsachen der Leute vor Ort diente – eine der Funktionen eines Schlosses. Es gibt ein Priesterloch in der ehemaligen Schlafkammer des Schlossherrn. Allerdings wurde dieses wohl nicht so sehr für verfolgte Priester genutzt, eher für junge Damen, die eine geheime Fluchtroute benötigten. Hutton Castle hat einen interessanten Rittersaal, fast in Form eines Quaders mit den Maßen 10,34 Meter × 5,17 Meter × 5,17 Meter, dessen Akustik bewundernswert ist. Wie im 16. Jahrhundert wird heute an den meisten Tagen Musik im Rittersaal gespielt; manche bemerkenswerte Tänze und Hauskonzerte wurden bereits aufgeführt. Dort versammeln sich regelmäßig traditionelle schottische Musiker, besonders aus dem kreativen Netzwerk ‚‘Fiddle Force‘‘. Hauskonzerte vieler verschiedener Künstler finden auf nichtkommerzieller Basis statt, zum Beispiel der Poozies, von Barbaby Brown und John Kenny (sardinischer Dreifach-Dudelsack und Carnyx), Park Stickney (Jazz-Harfe), Philip Higham (Bach-Cello etc.), Cathie Fraser aus Australien, Fiddlelore aus Neuseeland, Douglas Lawrence, Gregor Borland und Sandy Brechin, Jarlath Henderson und Man's Ruin.  2007 fand auf Hatton Castle die erste Aufführung in Europa mit einer japanischen Biwa und einer Gesangsgruppe statt, unterstützt vom schottischen Harvenduo Sileas. Die US-amerikanische Cellistin Abby Newton nahm im Rittersaal von Hatton Castle zusammen mit David Greenberg, Corrina Kewat, Mairi Campbell, Dave Francis und Scott Pepito in ihrer Gruppe Ferintosh ihr schottisch-traditionelles Album Castles, Kirks and Caves auf. Hatton Castle ist heute Wohnhaus der Familie und die derzeitigen Besitzer haben die Restaurierungsarbeiten mit Hilfe des Schlösser- und Burgenrestaurierers Gordon Matthew von Midmar weitergeführt.

## Gärten
Über die ursprünglichen Gärten von Hatton Castle gibt es keine Aufzeichnungen, aber ein Haus dieser Größe hatte im 16. und 17. Jahrhundert sicherlich schöne Gärten. Die Gebäude der Hatton Farm stehen vermutlich auf den ehemaligen Gärten südlich des Schlosses. Bis in die 1990er-Jahre, als der heutige Besitzer es übernahm, stand Hatton Castle auf einem leicht geneigten Feld voller Schafe, Rinder und Gänse aus dem angrenzenden Curlingweiher. Sir James Cayzer vom benachbarten Kinpurnie Estate ließ normale Bäume im umgebenden Parkland anpflanzen und ein Garten mit einer drei Meter hohen Torcknmauer breitet sich jetzt um Hatton Castle aus. Dies ist die Arbeit des Deichmeisters Duncan Armstrong. Es wurde ein Hain alter schottischer Apfel- und Maulbeerbäume angelegt und der tiefergelegte Gemüsegarten enthält Feigenbäume und Artischocken. Im Osten begrenzt die Dundee and Newtyle Railway, die erste Eisenbahnlinie im Norden Schottlands, den Garten von Hatton Castle. Sie wurde gebaut, um Narzissen und andere Blumen, die auf den Bauernhöfen um Newtyle angebaut wurden, nach Dundee zu transportieren und dann weiter nach Edinburgh zu verschiffen. Die Bulb Factory lag anschließend an den Bahnhof von Newtyle, der heute noch existiert.